# Thorsten Moos
Thorsten Moos (* 1969) ist ein deutscher evangelischer Theologe.

## Leben
Von 1990 bis 1995 studierte er theoretische Physik in Regensburg und an der FU Berlin (Abschluss als Diplom-Physiker) und von 1995 bis 2002 evangelische Theologie an der Humboldt-Universität zu Berlin und an der Martin-Luther-Universität Halle-Wittenberg (Abschluss mit dem 1. kirchlichen Examen/Diplom). Nach der Promotion 2006 zum Dr. theol. an der Theologischen Fakultät der Martin-Luther-Universität Halle (Saale) und der Habilitation 2017 in Systematischer Theologie an der Universität Heidelberg war er seit 2017 Ordinarius für Diakoniewissenschaft und systematische Theologie/Ethik am Institut für Diakoniewissenschaft und Diakoniemanagement der Kirchlichen Hochschule Wuppertal/Bethel in Bethel. Im Oktober 2021 übernahm er die Professur für Systematische Theologie an der Uni Heidelberg.
Seine Forschungsschwerpunkte sind theologische Hermeneutik diakonischen Handelns, Krankheit als Thema der Theologie, Bio- und Medizinethik, Theologie im Kontext der Kulturwissenschaften und Grundfragen theologischer Ethik.

## Schriften (Auswahl)
- Staatszweck und Staatsaufgaben in den protestantischen Ethiken des 19. Jahrhunderts. Münster 2005, ISBN 3-8258-8529-1.
- mit Christoph Rehmann-Sutter und Christina Schües (Hg.): Randzonen des Willens. Anthropologische und ethische Probleme von Entscheidungen in Grenzsituationen. Frankfurt am Main 2016, ISBN 3-631-66211-4.
- Krankheitserfahrung und Religion. Tübingen 2018, ISBN 3-16-155945-2.
- (Hg.): Diakonische Kultur. Begriff, Forschungsperspektiven, Praxis. Stuttgart 2018, ISBN 3-17-032519-1.
- Paul Tillichs Interpretation der Naturwissenschaften im „System der Wissenschaften“ von 1923 (überarbeitete Fsg. eines Vortrags von 2011)